# Necroshine
| 전문가 평가 | 전문가 평가 |
| 평가 점수   | 평가 점수   |
| 출처        | 점수        |
| ----------- | ----------- |
| AllMusic    | [ 1 ]       |

《Necroshine》는 1999년 2월 23일, CMC 인터내셔널을 통해 발매된 미국의 스래시 메탈 밴드 오버킬의 열 번째 스튜디오 음반이다.

## 배경
이 음반은 초대 보컬리스트가 참여한 첫 번째 오버킬 음반으로, 가수 바비 엘스워스의 여동생 메리 엘스워스가 〈Let Us Frey〉에서 백 보컬을, 바비 엘스워스가 〈Revelation〉에서 듀엣을 맡았다. 타이틀곡은 오버킬의 라이브 세트에 거의 영구적으로 추가된 것으로, 발매 이후 거의 모든 라이브 공연에서 재생된다. 《Necroshine》은 2003년 박스 세트의 일부로 《From the Underground and Below》 (1998년)와 함께 재발행되었다. 1999년 11월 현재, 《Necroshine》은 미국에서 20,500장 이상이 팔렸다.
《Necroshine》은 오버킬의 경력에서 처음으로 두 장 이상의 스튜디오 음반 이후에 인사이동을 하지 않았지만, 기타리스트 세바스찬 마리노가 발매 직전에 밴드를 탈퇴했다.

## 곡 목록
모든 곡들은 바비 엘스워스와 D.D. 버니에 의해 작사/작곡하였다.
| #   | 제목                   | 재생 시간 |
| --- | ---------------------- | --------- |
| 1.  | 〈Necroshine〉         | 6:03      |
| 2.  | 〈My December〉        | 5:01      |
| 3.  | 〈Let Us Prey〉        | 6:40      |
| 4.  | 〈80 Cycles〉          | 5:50      |
| 5.  | 〈Revelation〉         | 4:39      |
| 6.  | 〈Stone Cold Jesus〉   | 5:19      |
| 7.  | 〈Forked Tongue Kiss〉 | 4:02      |
| 8.  | 〈I Am Fear〉          | 4:30      |
| 9.  | 〈Black Line〉         | 4:43      |
| 10. | 〈Dead Man〉           | 4:16      |